# Слобідка (Коростенський район)
Слобі́дка(колишня назва-Селище) — село в Україні, в Коростенському районі Житомирської області. Населення становить 605 осіб. Входить до складу Малинської міської громади.

## Географія
Селом протікає річка Черемшина, ліва притока Ірши.

## Історія
У минулому відносилося до Малинської волості Радомисльського повіту Київської губернії.
Належало Катерині Миклухо.
Колишній орган місцевого самоврядування — Слобідська сільська рада.

## Населення

### Мова
Розподіл населення за рідною мовою за даними перепису 2001 року:
| Мова       | Кількість | Відсоток |
| ---------- | --------- | -------- |
| українська | 594       | 98.18%   |
| російська  | 10        | 1.65%    |
| білоруська | 1         | 0.17%    |
| Усього     | 605       | 100%     |